# Karl Petter Løken
Pour les articles homonymes, voir Loken.
Karl Petter Løken, né le 14 août 1966 à Karlskoga (Suède), est un footballeur norvégien, qui évoluait au poste de défenseur ou d'attaquant au Rosenborg BK et en équipe de Norvège.
Løken a marqué un but lors de ses trente-six sélections avec l'équipe de Norvège entre 1987 et 1995. 

## Carrière
- 1985-1996 : Rosenborg BK
- 1997-1998 : Stabæk Fotball

## Palmarès

### En équipe nationale
- 36 sélections et 1 but avec l'équipe de Norvège entre 1987 et 1995.
- Participation à la coupe du monde 1994.

### Avec Rosenborg BK
- Vainqueur du Championnat de Norvège de football en 1988, 1990, 1992, 1993, 1994, 1995 et 1996.
- Vainqueur de la Coupe de Norvège de football en 1988, 1990, 1992 et 1995.

### Avec Stabæk
- Vainqueur de la Coupe de Norvège de football en 1998.